# Freylinia lanceolata
Freylinia lanceolata är en flenörtsväxtart som först beskrevs av Carl von Linné d.y., och fick sitt nu gällande namn av George Don jr. Freylinia lanceolata ingår i släktet Freylinia och familjen flenörtsväxter. Inga underarter finns listade i Catalogue of Life.